# Élections législatives de 2021 au New Jersey
Les élections législatives de 2021 au New Jersey ont lieu le 2 novembre 2021 afin d'élire les 80 membres de l'Assemblée générale de l'État américain du New Jersey.

## Système électoral
L'Assemblée générale du New Jersey est la chambre basse de son parlement bicaméral. Elle est composée de 80 sièges pourvus pour deux ans au scrutin binominal majoritaire à un tour dans 40 circonscriptions de deux sièges chacune. Les électeurs de chaque circonscription disposent de deux voix qu'ils répartissent aux candidats de leur choix, à raison d'une voix par candidat. Après décompte des suffrages, les deux candidats ayant reçu le plus de voix sont élus.
L'Assemblée fait partie des rares législatures américaines à être renouvelée les années impaires. Pour être élu à l'Assemblée générale, un candidat doit avoir au moins 21 ans, résider dans le New Jersey depuis deux ans et vivre dans la circonscription où il se présente.

## Résultats
| Partis                   | Partis                | Voix | %   | +/- | Sièges | +/-           |
| ------------------------ | --------------------- | ---- | --- | --- | ------ | ------------- |
|                          | Parti démocrate (D)   |      |     |     | 46     | 6             |
|                          | Parti républicain (R) |      |     |     | 34     | 6             |
|                          | Parti libertarien (L) |      |     |     | 0      | en stagnation |
|                          | Parti vert (G)        |      |     |     | 0      | en stagnation |
|                          | Indépendants          |      |     |     | 0      | en stagnation |
|                          |                       |      |     |     |        |               |
| Votes valides            |                       |      |     |     |        |               |
| Votes blancs et nuls     |                       |      |     |     |        |               |
| Total                    | Total                 |      | 100 | -   | 80     | en stagnation |
| Abstentions              |                       |      |     |     |        |               |
| Inscrits / participation |                       |      |     |     |        |               |